# Gustav Gotthilf Winkel
Pour les articles homonymes, voir Winkel.
Gustav Gotthilf Winkel (né le 18 août 1857 à Pritzwalk et mort le 6 février 1937 à Marbourg) est un avocat administratif et héraldiste allemand. Il devient célèbre en tant qu'étudiant de corps.

## Biographie
Fils unique d'un chancelier de l'arrondissement de Prignitz, Winkel fait ses études à Pritzwalk, Wittstock/Dosse et à partir de 1878 au lycée royal Frédéric-Guillaume de Greiffenberg. À partir de 1879, il étudie le droit à l'Université de Wurtzbourg, à l'Université Frédéric de Halle, à l'Université de Leipzig et à l'Université Frédéric-Guillaume de Berlin. Après le premier examen d'État au tribunal régional supérieur de Naumbourg (de) le 3 novembre 1884, il est greffier à Pritzwalk et au tribunal de grande instance de Berlin (de). En 1887, il passe de l'administration de la justice à l'administration intérieure du royaume de Prusse. En tant que stagiaire du gouvernement, il est transféré au district de Posen. Après avoir servi dans les bureaux de l'arrondissement d'Obornik (de) et de l'arrondissement de Wreschen (1888), il rejoint le gouvernement à Breslau. Le 5 juillet 1890, il réussit l'examen d'assesseur à la Cour supérieure. Il est ensuite assesseur du gouvernement à l'arrondissement de Neuhaldensleben et au district de Magdebourg (impôts, police du bâtiment, chemins de fer et digues). En 1893, il épouse Agnes von Erckert de Freienwalde. En 1904, il entre au gouvernement de Cassel en tant que chef du département du domaine. En 1908, il est transféré à Köslin et finalement en 1911 sous le nom de Geh. conseiller de gouvernement transféré au district de Königsberg. En raison d'une affection oculaire, il quitte le service au milieu de 1918 à l'âge de 61 ans. Il passe sa retraite à Marbourg.

### Étudiant de corps

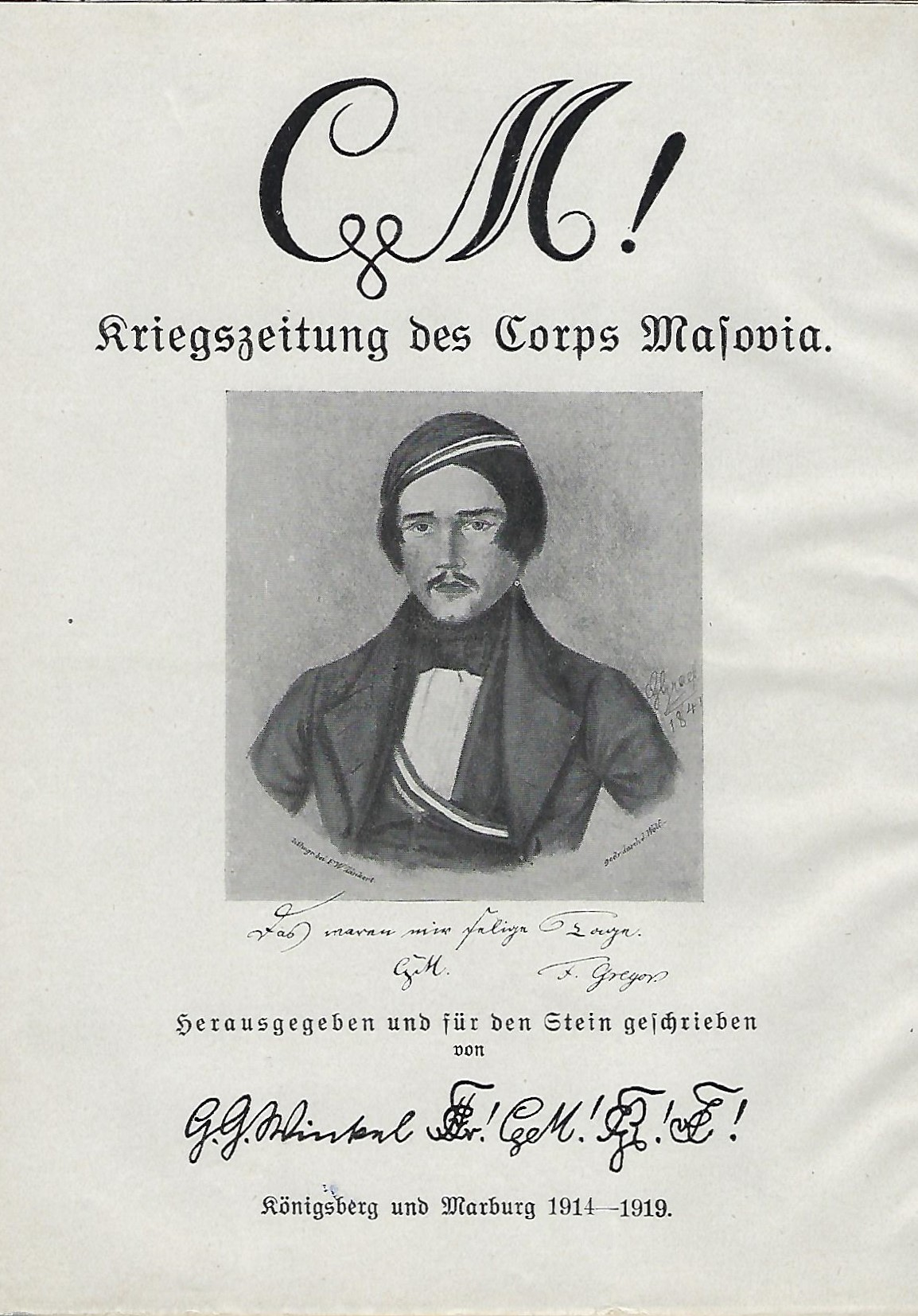
Le journal de guerre publié par Winkel

La vie étudiante de corps de Winkel commence en 1879 avec Franconia Würzburg. En tant qu'inactif, il est passager au Borussia Halle. Au Borussia Breslau (de), il opère comme un garçon de corps . En 1911, il est transféré à Königsberg
La lithographie manuscrite du Kriegszeitung des Corps Masovia 1914–1919 avec 1 081 pages en deux volumes se trouve dans les archives de Masure et à la Bibliothèque nationale allemande. Toute sa vie, il grommèle que Masovia ne lui a décerné que le ruban du corps. Il le porte en particulièrement grand format sous le ruban de son corps-mère.
En 1919/20, Winkel est le rédacteur en chef du Deutsche Corps-Zeitung. Il se bat pour l'admission de Rhaetia (de) et les corps à Prague, Graz, Leoben, Vienne et Brünn. Pour cela, il reçoit des rubans honorifiques de Rhaetia (1919), Suevia Prag (de) (1919), Frankonia Brünn (1919) et Marchia Brünn (de) (1920). Il a initié les relations de Masovia avec Suevia Prag et Rhaetia. En 1928, il publie le Biographische Corpsalbum der Borussia Bonn 1821–1928 avec de courtes biographies et des illustrations de presque tous les 1.037 Prussiens de Bonn. Pour cela, il reçoit la boucle du corps du Borussia en 1928. Son Corpsgeschichte der Bonner Borussia 1821–1935 n'est publiée qu'à titre posthume en 1938. En éditant la liste des corps et en identifiant 90 premiers Prussiens de Bonn, le "Kaisercorps" peut antidater sa fondation de sept ans. De 1898 à 1931, il participe aux 31 journées de députés de l'Association des anciens étudiants de corps (de). Il représente les convents des anciens de Magdebourg, Cassel, Köslin, Stettin, Colberg, Bartenstein, Stolp, Insterbourg, Waldenburg et Lyck. Il fit publier la nouvelle édition du Kösener Corpslisten en 1930. Il signe ses lettres GG

### Alpiniste
Toute sa vie, Winkel aime la montagne. Le jour de ses 70 ans, il devient gardien du refuge Kasseler Hütte (de) dans les Alpes de Zillertal.

### Collectionneur
Pédant de nature, Winkel est un grand collectionneur dans une trentaine de domaines. Comme aucun autre, il rappelle, collecte, reconstruit et renouvelle les rubans de paix, de victoire et de vivat (de).

### Héritage
L'héritage de Winkel se trouve au musée de la ville de Weißenfels au château de Neu-Augustusburg (de).

## Honneurs
- Ordre de l'Aigle rouge 4e classe avec une croix
- Croix du Mérite d'aide à la guerre

## Travaux
- Zur Vorgeschichte der Corps der Albertina. Deutsche Corps-Zeitung 33/9, S. 258 ff. und 34/6, S. 157 ff.
- Die Wappen und Siegel der Städte, Flecken und Dörfer der Altmark und Prignitz. Jahresbericht des Altmärkischen Vereins, Bd. 24, 1 (1894) S. 1–80. Magdeburg 1894 (Nachdruck 2004).
- Geschichte der Franconia Erlangen 1810–1826, mit Mitgliederliste von 108 Namen. 1902.
- Fürst Bismarck als Deichhauptmann. Jahresbericht des Altmärkischen Vereins, Bd. 30 (1903) S. 189–205.
- Lees Knowles: Ein Tag mit Korpsstudenten in Deutschland, auf Wunsch des Verfassers aus dem Englischen übersetzt von Gustav Gotthilf Winkel. Königsberg 1914, DNB 361075634
- Die Corps und Burschenschaften an der Albertina. Königsberg 1914, DNB 57837790X
- Deutsche oder lateinische Schrift für Schreibmaschinen? Königsberg um 1916, DNB 578377918
- Vivatbänder. Mitteilungen des Verbandes deutscher Kriegssammlungen, 4/1920
- Kösener SC-Kalender – Taschenbuch für den Kösener Corpsstudenten. Leipzig 1920.
- Weinheimer SC-Kalender, Leipzig 1926, DNB 577430858
- Biographisches Corpsalbum der Borussia zu Bonn 1821–1928, Bonn 1928 (urn:nbn:de:hbz:5:1-14326)
- Lebensbild eines preußischen Verwaltungsbeamten (Selbstbiographie), in: Max F. Erckert: Chronik des fränkischen Geschlechts Erckert. 1971, S. 314–318.